# Life (Inspiral Carpets)
Life è l'album di debutto del gruppo inglese indie rock degli Inspiral Carpets, che contribuì a renderli celebri tra la scena musicale di Madchester, edito per Mute Records il 23 aprile 1990.
L'album è stato pubblicato negli Stati Uniti per la Elektra Records con l'aggiunta dell'EP Island Head.

## Tracce
Sono state edite varie versioni dell'album. Il vinile originale contiene le seguenti 12 tracce.
1. Real Thing – 3:10
2. Song for a Family – 3:03
3. This Is How It Feels – 3:05
4. Directing Traffik – 3:54
5. Besides Me – 2:24
6. Many Happy Returns – 3:07
7. Memories of You – 2:15
8. She Comes in the Fall – 4:41
9. Monkey on My Back – 1:59
10. Sun Don't Shine – 3:55
11. Inside My Head – 2:01
12. Sackville – 6:43